# Антуан Ґолеа
Антуан Ґолеа (нар. 30 серпня 1906 року у Відні — помер 12 жовтня 1980 року в Парижі) був французьким музикознавцем румунського походження.
Один із засновників Академії Шарля-Кро.

## Біографія
Народився в єврейській родині, батько заохочував його стати скрипалем і у віці дев'яти років він вступив до Бухарестської консерваторії, де навчався грати на скрипці у Сесілії Ніцулеску. Але після дев'яти років покинув навчання (на той час йому було вісімнадцять). Після трьох років навчання у французькому ліцеї в Бухаресті батьки відправили його до Франції для продовження середньої освіти. Він прибув до Монпельє наприкінці літа 1928 року і, здобувши диплом бакалавра філософії та сертифікат про поглиблене вивчення німецької мови, у жовтні 1929 року вирушив до Парижа, де й оселився до кінця свого життя.
Ґолеа був одним із перших учасників знаменитої радіопередачі "Трибуна критиків дисків" Армана Паніґеля (фр.), що вийшла в ефір 1947 року на RTF (а згодом на France Musique), разом із Клодом Ростаном, Жозе Брюйром та Анрі Жаком. Пізніше до цієї трибуни приєдналися інші видатні критики, зокрема Жак Буржуа та Жан Руа.
Оглядач Télérama Diapason та Témoignage chrétien, він був одним з найважливіших критиків сучасної музики, відомим своєю безкомпромісною позицією та пристрасним захистом серійної музики, яку він довгий час вважав єдиною сучасною музикою, вартою уваги. Він також написав "Історію балету" (1967).
Ґолеа завжди був палким захисником музики Дебюссі, Мессіана, Шенберга і Булеза, яких він вважав справжніми творцями.
Він був одружений зі співачкою Колетт Герцог. Вони обоє поховані на Паризькому цвинтарі в Багно.

## Публікації
- 1954: Esthétique de la musique contemporaine[13]
- 1958: Georges Auric
- 1959: Rencontres avec Pierre Boulez
- 1960: La Musique dans la société européenne, du Moyen Âge à nos jours[14]
- 1961: Rencontres avec Olivier Messiaen
- 1962: 20 ans de musique contemporaine. De Messiaen à Boulez. De Boulez à l'inconnu, 2 vol.
- 1965: Richard Strauss, Flammarion
- 1967: Entretiens avec Wieland Wagner
- 1967: Histoire du ballet
- 1968: Claude Debussy
- 1969: Marcel Landowski
- 1977: La Musique, de la nuit des temps aux aurores nouvelles, éditions Alphonse Leduc, 2 vol.
- 1980: Georges Enesco, un grand inconnu
- 1981: Je suis un violoniste raté
- Важливі розділи в наступних колективних працях: Вагнер, Бах, Моцарт, Ліст, Берліоз, Дебюссі, всі опубліковані в серії Génies et Réalités, видання Réalités-Hachette.